# Victor Guns
Victor Guns (Merchtem, 10 oktober 1918 - Anderlecht, 2 oktober 2009) was een Vlaams politicus en burgemeester voor de CVP.

## Levensloop
Als overtuigd christendemocraat en voormalig lid van de Christelijke Arbeidersjongeren, was het vroeg dat Victor Guns het politiek podium in Sint-Agatha-Berchem besteeg. Van 1946 tot 1994 was hij er gemeenteraadslid en van 1 januari 1965 tot 18 maart 1993 burgemeester.
De Nederlandstalige Guns was tot op heden de laatste officieel Nederlandstalige burgemeester in het Brussels Hoofdstedelijk Gewest. Hij was werkzaam bij het ACW, de christelijke arbeidersbeweging, en op vrijwillige basis lokaal afgevaardigde voor het Christelijk Ziekenfonds.
Hij was ook beheerder van Civitas Dei, het paviljoen van het Vaticaan bij de Wereldtentoonstelling van 1958 in Brussel. Hij was houder van talrijke nationale eretekens.